# Kentucky
O Kentucky é um dos 50 estados dos Estados Unidos, localizado na região sudeste do país. Seu nome oficial é Commonwealth of Kentucky. O Kentucky localiza-se no interior do leste dos Estados Unidos. Suas principais fontes de renda são a manufaturação de produtos industrializados e o turismo.
Anteriormente, acreditava-se que a origem do nome do estado vinha de uma palavra ameríndia que significa "terreno de caça escuro e sangrento". Porém, atualmente, acredita-se que a palavra Kentucky possa ser atribuída a numerosos idiomas indígenas, com vários significados possíveis. Alguns destes significados são "terra do amanhã", "terra de cana e perus" e "terras pradas".
A região onde está localizado atualmente o Kentucky foi colonizada originalmente por colonos da colônia britânica de Pensilvânia, em 1774, mas passou a ser controlada pela Virgínia ao longo da guerra de independência, e tornou-se o décimo quinto estado norte-americano a entrar na união, em 1 de junho de 1792.

## História

### Até 1792
Diferentes tribos nativos norte-americanas viviam na região onde localiza-se atualmente o Kentucky, cerca de 10 mil anos antes da chegada dos primeiros exploradores europeus à região. Estas tribos eram primariamente cherokee, delaware e os shawanee, bem como os iroqueses. Os últimos constantemente atacavam outras tribos indígenas.
Abram Wood foi um dos primeiros europeus a explorar a região, no final da década de 1690. Ao longo do final do século XVII e das primeiras décadas do século XVIII, diversos outros exploradores britânicos e franceses exploraram a região.
Em 1774, um grupo de colonos americanos, liderados por James Harrod, partiram da Pensilvânia em direção ao sudoeste da então colônia britânica. Estes colonos fundaram o primeiro assentamento permanente no Kentucky, Harrodsburg. Um ano depois, a Guerra da Independência dos Estados Unidos teria início. Os iroqueses que viviam na região aliaram-se com os britânicos, e iniciaram constantes ataques contra comunidades americanas no Kentucky. Os rebeldes americanos, ocupados demais com o desencadear da guerra no oeste. Os habitantes da região, porém, defenderam-se com sucesso contra sucessivos ataques iroqueses.
Em 1776, o Kentucky passou a ser oficialmente controlado pelos Estados Unidos, e a região tornou-se um dos condados da Virgínia, atraindo diversos habitantes de outras regiões da Virgínia. Porém, os iroqueses continuaram a atacar assentamentos americanos. Tais indígenas estavam equipados com armas de fogo, fornecidas pelos britânicos. Estes controlavam uma pequena região no noroeste do atual estado de Kentucky. Uma força militante, controlada por George Rogers Clark, conquistou os três assentamentos britânicos que localizavam-se no noroeste da região. Tais assentamentos forneciam as armas modernas de guerra aos iroqueses. Com a captura destes assentamentos, os ataques iroqueses diminuíram.
A Virgínia nunca demonstrou qualquer interesse em se apropriar do Kentucky, sendo que a apropriação da região como um condado da Virgínia fora somente feita como uma declaração de reivindicação de posse dos Estados Unidos da região do Kentucky (que anteriormente ao início da guerra não fazia parte de nenhuma das Treze Colônias). A Revolução Americana terminou em 1783. Nove anos depois, em 1 de junho de 1792, o Kentucky tornou-se oficialmente um estado norte-americano. Foi o décimo quinto estado a entrar à União.

### 1792 - 1865
Durante as primeiras décadas do século XIX, o Kentucky prosperou economicamente. Os ricos pastos da região central do Kentucky tornaram a área um local ideal para a criação de cavalos. O tabaco passou a ser cultivado em grande escala no Kentucky a partir da década de 1830. Cerca de três décadas depois, o Kentucky já era o maior produtor de tabaco no país. Outros vegetais e legumes cultivados eram milho e trigo. O Kentucky também tornou-se uma das maiores produtoras de bebidas alcoólicas (mais notavelmente, o whiskey) a partir da década de 1840. Os vários rios que cortam o estado auxiliaram os agricultores e os comerciantes do Kentucky a prosperarem. Estas fazendas utilizavam-se de grande quantidade de trabalho escravo.

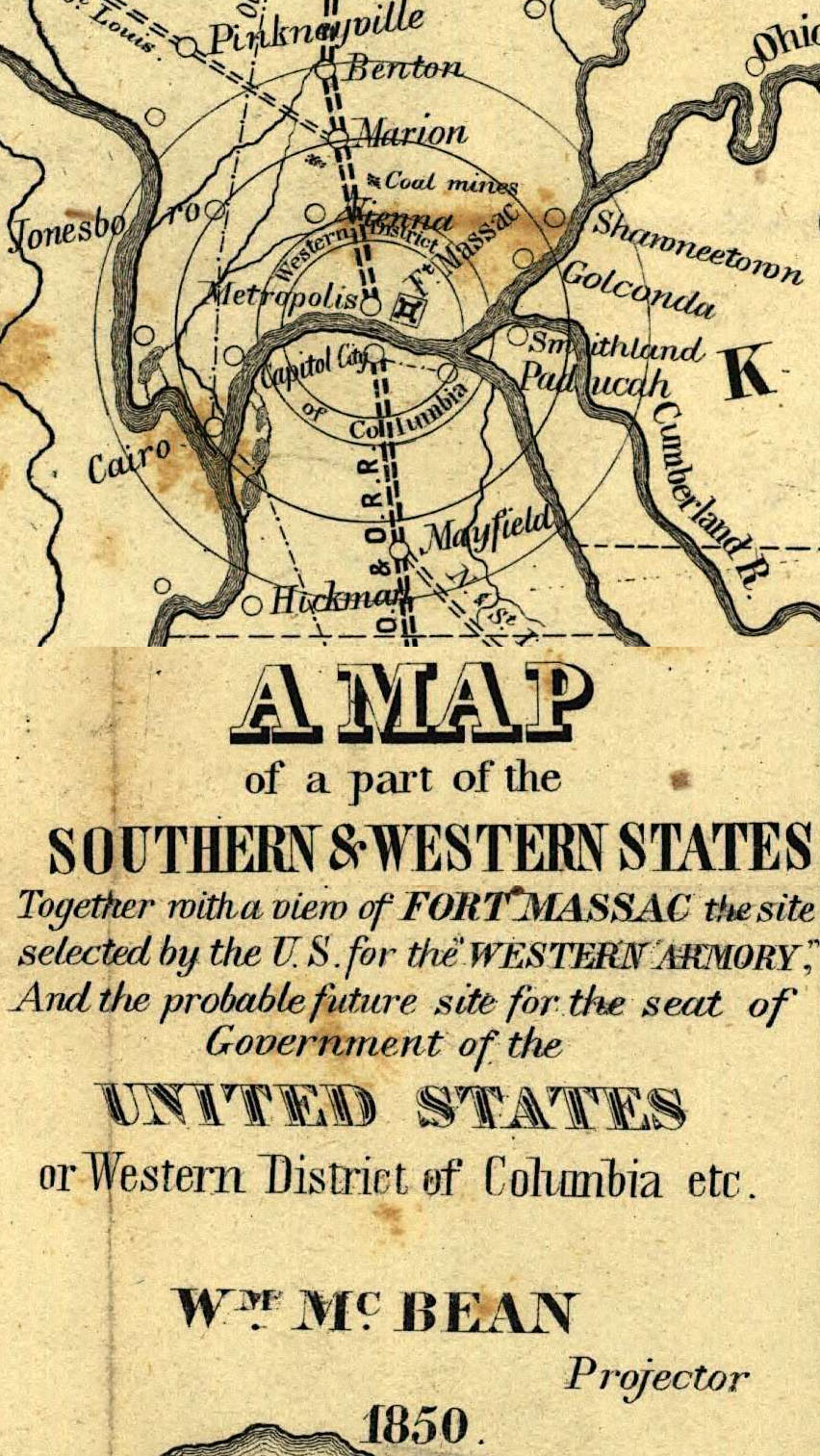
Mapa de 1850 do planejado Distrito Ocidental de Columbia, que substituiria o Distrito de Columbia como a capital dos Estados Unidos.

Em 1818, Andrew Jackson assegurou a posse da atual porção ocidental do Kentucky - até  então disputada com nativos indígenas - através de compra formal desta região dos indígenas. Durante a década de 1850, o governo norte-americano considerou mudar sua capital, o Distrito de Columbia, em direção ao oeste, para o que foi chamado à época de Distrito Ocidental de Columbia. Esta capital estaria localizada no que atualmente constitui Capitol City (localizada em Kentucky) e Metropolis (Illinois). Porém, estes planos nunca passaram do papel.
A guerra civil teve início em 1861. O Kentucky, inicialmente, declarou sua neutralidade na guerra, não demonstrando interesse em participar ativamente ao lado da União (os Estados Unidos em si) ou dos Estados Confederados da América. Oficialmente, porém, o Kentucky ainda fazia parte da União. Forças confederadas invadiram o Kentucky em janeiro de 1862, tendo sido expulsos por forças norte-americanas em outubro do mesmo ano.
Ao longo da guerra, a população do Kentucky estava dividida em dois. Muitos eram pró-abolicionistas, especialmente os habitantes que moravam nos principais centros urbanos do estado. Outros, primariamente agricultores, eram a favor do uso do trabalho escravo. Os pró-abolicionistas queriam ampla participação do estado ao lado da União, e os que apoiavam o uso do trabalho escravo queriam que o Kentucky unisse-se à Confederação. Até mesmo famílias inteiras estavam divididas. Cerca de 75 mil habitantes do estado lutaram ao lado da União, e cerca de 30 mil pessoas lutaram ao lado da Confederação.
Ao final da guerra, o Kentucky ainda fazia parte da União. Porém, o governo americano tomou atitudes que desagradaram à grande maioria dos habitantes do Estado. Escravos foram libertados sem indenização para seus donos, a economia do Kentucky, então primariamente agrária, estava em frangalhos. Além disso, tropas americanas ocuparam o estado, mesmo esta tendo participado ativamente ao lado da União. Estas tropas permaneceram no Estado até 1870, com tropas compostos por afro-americanos ocupando áreas que haviam apoiado os sulistas. O moral dos habitantes do Kentucky caiu drasticamente. Por uma década o Estado entraria em uma grande recessão econômica, graças a uma queda drástica nas vendas de tabaco para o exterior.

### 1865 - atualidade
Foi somente durante meados da década de 1870 que a economia do Kentucky passou a recuperar-se, lenta e gradualmente, graças à construção de ferrovias ao longo do estado, fazendo de Louisville um movimentado polo ferroviário e portuário. Eventualmente, a demanda do tabaco no exterior aumentou, e logo o tabaco tornou-se a principal fonte de renda do estado, causando recessões econômicas quando os preços do tabaco caíam no mercado internacional. Outra mudança foi um crescente interesse da população do estado por corridas de cavalos, desenvolvendo muito a pecuária equina do estado. A Kentucky Derby, atualmente a corrida de cavalos mais famosa do país, é um evento anual de Louisville. A primeira corrida foi realizada em 1875.
Porém, muito da população do Kentucky vivia na pobreza. O descontentamento com o governo estadual era grande entre a população. Em 1900, uma guerra civil quase aconteceu no estado, devido a um conflito político, sobre os resultados e possíveis fraudes da eleição estadual para governador, onde um dos candidatos, William Goebel, foi assassinado. Uma nova eleição foi realizada, e a guerra civil não ocorreu. Um monopólio do cultivo e venda de tabaco surgiu no final do século XIX, e vários fazendeiros e comerciantes, entre 1904 e 1909, atacaram este monopólio, através de incêndios em depósitos e plantações, no que ficou conhecida como Guerras do Tabaco.
As Guerras do Tabaco colocaram a economia do Kentucky novamente em recessão, ao longo das primeiras décadas do século XX. Os efeitos desta recessão foram agravadas pela Grande Depressão. Muitos fazendeiros ficaram endividados, e foram obrigados a abandonarem suas fazendas e a mudarem-se para as cidades. A pobreza e o desemprego assolaram a população das cidades do Estado. O governo do Kentucky reagiu através da construção de várias rodovias, vias expressas e fábricas estatais, diminuindo os efeitos desta grande recessão no final da década de 1930. A Segunda Guerra Mundial acabou com a recessão econômica do Kentucky, e o estado industrializou-se rapidamente. Uma década depois do final da guerra, a principal fonte de renda do Kentucky era a indústria de manufatura e a maioria da população do estado já morava em áreas urbanas.
A mineração de carvão também tornou-se outra grande fonte de renda do estado. O Kentucky é atualmente o segundo maior produtor de carvão dos Estados Unidos, atrás apenas da Virgínia Ocidental. Porém, os métodos usados para a mineração do carvão (remoção do solo que cobre as minas de carvão, expondo ao ar livre o carvão) causavam grande erosão e poluição nas regiões onde o carvão era extraído, primariamente por causa de chuva. Em 1978, o governo do Kentucky obrigou todas as empresas mineradoras de carvão a utilizar novos métodos de mineração e a restituir a região cujo solo foi removido para a coleta de carvão às condições originais. Estas empresas, por causa do alto custo do recondicionamento e das novas técnicas, foram obrigadas a dispensarem centenas de trabalhadores, para continuarem a operar com lucro. Desde então, estas empresas modernizaram suas minas, e continuaram a demitir mais trabalhadores, gerando milhares de pessoas - muitas delas sem terem completado o segundo grau - desempregadas. Porém, mesmo assim, a mineração do carvão é ainda uma fonte de renda primária do Kentucky, e o estado ainda é o segundo maior produtor nacional de carvão.
Desde a década de 1960 em diante, o turismo tornou-se uma das principais fontes de renda do Kentucky. O Estado, além disso, tornou-se um forte centro da indústria automobilística americana. Desde então, a manufaturação tem sido a principal fonte de renda do Kentucky, seguida por perto pela indústria de manufaturação.

## Geografia

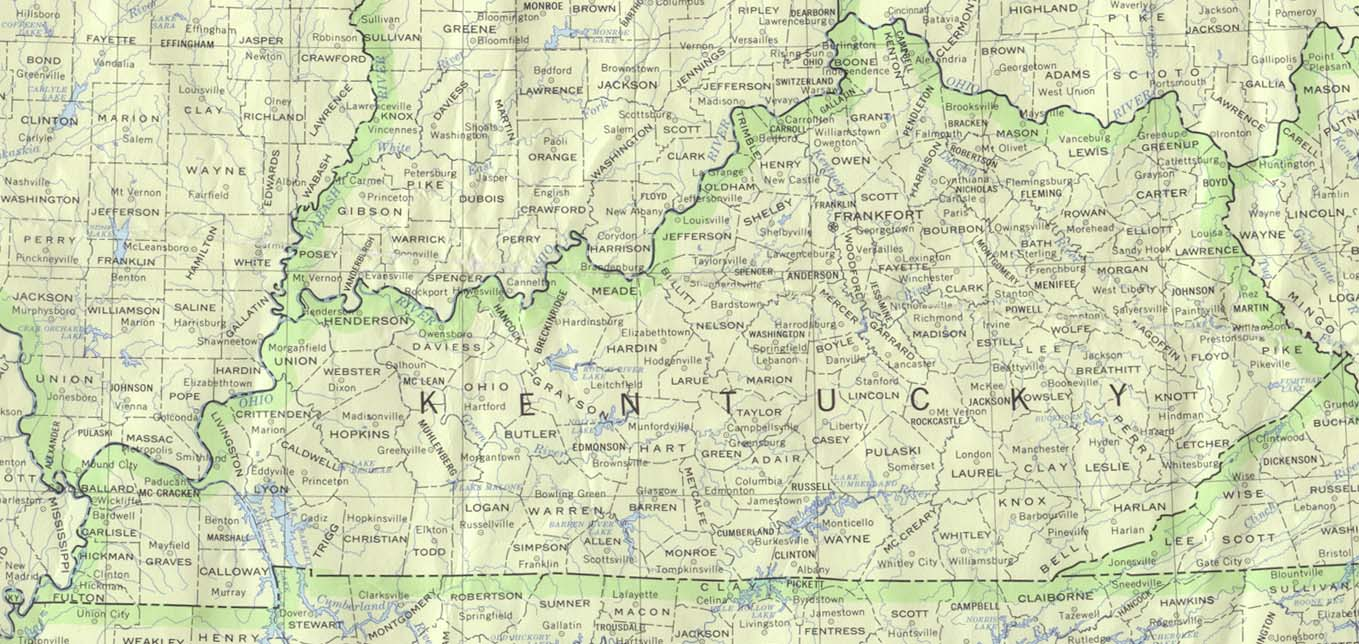
Mapa do Kentucky e de seus 120 condados

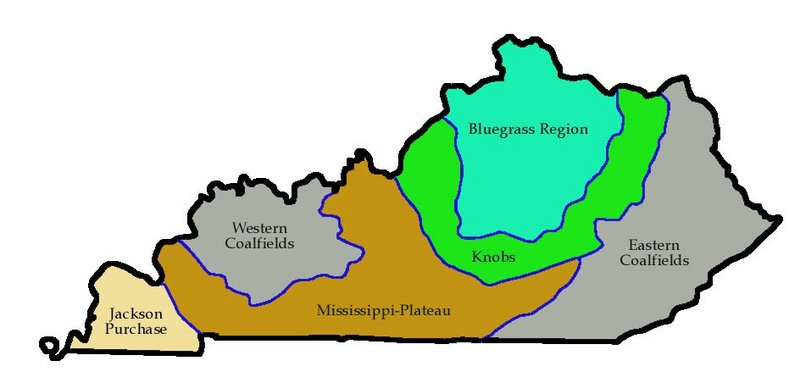
Mapa das cinco regiões geográficas do Kentucky. Knobs faz parte da Bluegrass Region

O Kentucky é cercado completamente por outros estados norte-americanos. O estado limita-se ao norte com Illinois, Indiana e Ohio, a nordeste com a Virgínia Ocidental, a leste com a Virgínia, ao sul com o Tennessee e a oeste com o Missouri. Florestas cobrem cerca de 30% do estado. Com quase 105 mil quilômetros quadrados, é o 37º maior estado americano em área do país.
Toda a fronteira setentrional do Kentucky com outros estados é formada inteiramente  pelo rio Ohio, que serve como uma divisória natural entre o Kentucky e os estados setentrionais. A fronteira ocidental é formada pelo rio Mississippi. O Kentucky é o único estado norte-americano que possui parte de seu território localizado em um enclave localizado dentro de outro estado norte-americano. Um pequeno pedaço de terra no extremo ocidente do Kentucky (de fato, o ponto mais ocidental do estado), chamado de Madrid Bend, uma península fluvial, está cercado por três lados pelo rio Mississippi, sendo que ao norte faz fronteira com o Missouri e ao sul com o Tennessee. Este enclave anteriormente fazia parte do corpo principal do Kentucky. Porém, um massivo terremoto em 1811 na região desviou o curso do rio Mississippi - que então já atuava como uma fronteira natural entre o estado e o Missouri - separando efetivamente este enclave do resto do Kentucky. Porém, este enclave continuou a fazer parte do Kentucky, mesmo sendo isolada do resto do estado.
O Kentucky pode ser dividida em cinco distintas regiões geográficas:
- A Região da Compra de Jackson localiza-se no extremo ocidente do Kentucky. Esta área fez parte do Kentucky desde que o Estado entrou à União em 1792, mas que era disputada pelos indígenas que viviam na região. Andrew Jackson comprou estas terras dos nativos norte-americanos em 1811, e assim assegurou a posse da região ao estado de Kentucky. Esta região caracteriza-se pela presença de grandes e planas planícies, e por possuir as altitudes mais baixas do estado. O ponto menos elevado do Kentucky, com seus 78 metros, localiza-se nesta região.
- A Região de Pennroyal localiza-se ao longo do centro-sul do estado. Caracteriza-se pelo seu terreno pouco acidentado e seu solo fértil, bem como pela presença de serras rochosas ao norte da região.
- Os Campos Ocidentais de Carvão localizam-se na região centro-noroeste do estado. Caracteriza-se pelo seu terreno acidentado, pelo seu solo fértil e principalmente pelas suas grandes reservas de carvão (a região produz cerca de 70% do carvão minerado no estado).
- Os Planaltos do Apalache ocupam todo o leste do Kentucky. Estes planaltos caracteriza-se pelo seu terreno acidentado, com vários planaltos, serras, vales, rios e lagos. Possui as altitudes mais altas do estado. Aqui localiza-se a Montanha Negra, com seus 1 263 metros de altitude, o ponto mais elevado do estado.
- A Região Bluegrass localiza-se no norte do Kentucky. Esta região caracteriza-se pelo seu terreno pouco acidentado e pelos seus pastos. A maior parte dos rebanhos bovinos e equinos são criados nesta região. Ao longo do leste, sul e do oeste desta região localiza-se uma sub-região do Bluegrass, a Região de Knobs. Knob significa em inglês "botões" ou "maçanetas". A região de Knobs possui várias rochas que possuem um formato semelhante a de um cone, assemelhando-se a maçanetas quando vistas de longe, e a botões quando vistas do céu.

### Clima
O Kentucky possui um clima temperado, com verões quentes e invernos relativamente frios. A temperatura do estado não varia muito de região a região.
No inverno, as temperaturas caem gradualmente à medida que se viaja em direção ao norte. O sul do Kentucky possui temperaturas médias de 2°C, enquanto que o cento-norte possui uma temperatura média de -1 °C. A média das mínimas no Kentucky, no inverno, é de -3 °C, e das máximas, de 7 °C. Extremos variam entre -30 °C a 18 °C. A temperatura mais baixa já registrada no estado foi de -38 °C, registrada em Shelbyville, em 19 de janeiro de 1994.
No verão, as temperaturas mais altas são registradas no oeste do estado, onde as altitudes são mais baixas. A temperatura média no verão, no extremo ocidente do Kentucky, é de 28 °C, no centro-sul é de 25 °C, e no leste, é de 23 °C. A média das mínimas no verão é de 18 °C, e das máximas, 30 °C. Extremos variam entre 10 °C a 42 °C. A temperatura mais alta já registrada no Kentucky é de 46 °C, em Greensburg, em 28 de julho de 1930.
A taxa de precipitação média anual de chuva do estado é de 117 centímetros. O sul possui taxas de precipitação levemente maiores do que no norte. As taxas de precipitação média anual de neve é de 30 centímetros. O sul registra cerca de 20 centímetros anuais de neve, enquanto que o norte registra cerca de 50 centímetros anuais.

## Política

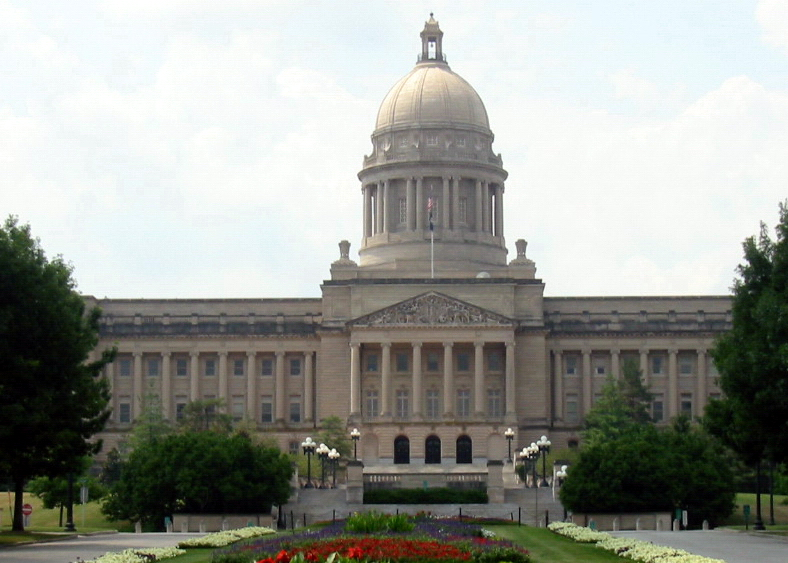
Capitólio Estadual do Kentucky em Frankfort

A atual Constituição do Kentucky foi adotado em 1891. Outras constituições mais antigas foram adotadas em 1792, 1799 e em 1850. Emendas à constituição podem ser propostas pelo poder legislativo. Emendas criadas por uma das câmaras do poder legislativo, para ser aprovada, precisa receber ao menos três quartos dos votos do Senado e da Câmara dos Representantes do estado, e então dois terços dos votos da população eleitoral do Kentucky, em um referendo. Mudanças mais drásticas podem ser realizadas através de Convenções Constitucionais, encontros políticos especiais, que precisam ser aprovadas por ao menos 51% por cada Câmara do Poder Legislativo e então por ao menos 60% da população eleitoral do estado, em um referendo.
O principal oficial do poder executivo no Kentucky é o governador. Este é eleito pelos eleitores do estado para mandatos de até quatro anos de duração. Uma dada pessoa pode exercer o cargo de governador apenas duas vezes.
O poder legislativo do Kentucky é constituído pelo Senado e pela Câmara dos Representantes. O Senado possui um total de 38 membros, enquanto que a Câmara dos Representantes possui um total de 100 membros. O Kentucky está dividido em 38 distritos senatoriais e 100 distritos representativos. Os eleitores de cada distrito elegem um senador/representante, que irá representar tal distrito no Senado/Câmara dos Representantes. O termo dos senadores é de quatro anos e o termo dos representantes é de dois anos.
A corte mais alta do poder judiciário do Kentucky é a Suprema Corte do Kentucky, composta por sete juízes, um do qual é escolhido pelo grupo para atuar como chefe de justiça. Outras cortes de menor importância são a Court of Appeals of Kentucky, composta por 14 juízes; e 56 cortes distritais, com um número de juízes que varia de distrito para distrito. Todos os juízes do Poder Judiciário do Kentucky são eleitos pela população do estado, para mandatos de até oito anos de duração, sendo os juízes das cortes distritais eleitos pela população de seus respectivos distritos.
O Kentucky está dividido em 120 condados, dos quais 118 são administrados por uma corte fiscal, liderada por um juiz executivo. Os condados de Fayette e Jefferson são administradas por um prefeito e um conselho municipal. O Kentucky não possui vilas ou cidades secundárias (towns). Toda comunidade urbana com uma prefeitura é uma cidade primária (city). Porém, o governo do estado divide as cidades em seis classes, que variam de acordo com a população da cidade em questão. As cidades de primeira classe possuem mais de cem mil habitantes, as de segunda classe, de vinte a cem mil habitantes, as de terceira classe, de oito a vinte mil habitantes, quarta classe, três a oito mil habitantes, quinta classe, mil a três mil habitantes, e sexta classe, menos de mil habitantes. Cidades de maior classe possuem maiores poderes e responsabilidades do que cidades de classes menores. Os condados são encarregados de fornecer a maioria dos serviços governamentais às cidades de menores categorias, serviços estes que, nas cidades de categoria mais elevada, seriam de responsabilidade da própria cidade.
Mais da metade da receita do orçamento do governo do Kentucky é gerada por impostos estaduais. O resto vêm de verbas recebidas do governo federal e de empréstimos. Em 2002, o governo do estado gastou 18.407 bilhões de dólares, tendo gerado 16.073 bilhões de dólares. A dívida governamental do Kentucky é de 9.039 bilhões de dólares. A dívida per capita é de 2 210 dólares, o valor dos impostos estaduais per capita é de 1 950 dólares, e o valor dos gastos governamentais per capita é de 4 500 dólares.
Por cerca de um século após o fim da guerra civil, o Kentucky foi dominado pelo Partido Democrata. Porém, o Partido Republicano tem ganhado crescente força no estado desde a década de 1930. Desde a década de 1960, tanto democratas quanto republicanos têm eleito um número semelhante de governadores e outros oficiais do executivo e de membros do legislativo do estado. A nível nacional, porém, os republicanos dominam atualmente o Kentucky, com a maioria dos representantes estaduais no Congresso dos Estados Unidos sendo republicanos. A maioria dos votos do colégio eleitoral do Estado tem favorecido os republicanos nas últimas sete eleições presidenciais norte-americanas.
O Kentucky é um dos quatro estados norte-americanos a usar o termo commonwealth, os outros três são Massachusetts, Pensilvânia e Virgínia. O governo do Kentucky decidiu usar o termo commonwealth baseada na Virgínia (que também usa esta definição). Quando o estado de Kentucky entrou à União em 1792, a grande maioria da população era nativa da Virgínia, que entrara à União em 1788, já com o termo commonwealth.

## Demografia
De acordo com o censo nacional de 2000, a população do Kentucky em 2000 era de 4 041 769 habitantes, um crescimento de 10% em relação à população do estado em 1990, de 3 698 969 habitantes. Uma estimativa realizada em 2005 estima a população em 4 173 405 habitantes, um crescimento de 12,8% em relação à população em 1990, de 3,2% em relação à população em 2000, e de 0,8% em relação à população estimada em 2004.
O crescimento populacional natural do Kentucky entre 2000 e 2005 foi de 77 156 habitantes - 287 222 nascimentos menos 210 066 óbitos - o crescimento populacional causado pela imigração foi de 27 435 habitantes, enquanto que a migração interestadual resultou no ganho de 32 169 habitantes. Entre 2000 e 2005, a população cresceu em 131 120 habitantes, e entre 2004 e 2005, em 31 570 habitantes. 2,3% da população (95 000 habitantes) não nasceram nos Estados Unidos.
Cerca de 48% da população do Kentucky vive em regiões metropolitanas. Os núcleos metropolitanos do Kentucky são Louisville, Lexington, Cincinnati (localizado em Ohio, parte da região metropolitana localizada no Kentucky), Hopkinsville - Clarksville (a última localizada no Tennessee), Henderson - Evansville (a última localizada no Indiana), Ashland - Huntigton (o último localizado na Virgínia Ocidental) e Owensboro.

### Raça e etnias
Composição racial da população do Kentucky:
- 89,3% – brancos
- 7,3% – afro-americanos
- 1,5% – hispânicos
- 0,7% – asiáticos
- 0,2% – nativos norte-americanos
- 1,1% – duas ou mais raças

Os cinco maiores grupos étnicos do Kentucky são norte-americanos (que compõem 20,9% da população do estado; a grande maioria são descendentes de ingleses e escoceses), alemães (12,7%) irlandeses (10,5%), ingleses (9,7%) e afro-americanos (7,3%).

### Religião
Percentagem da população do Kentucky por afiliação religiosa:
- Cristianismo – 86%
  - Protestantes – 70%
    - Igreja Batista – 35%
    - Igreja Metodista – 5%
    - Igreja Pentecostal – 4%
    - Igreja de Cristo – 3%
    - Igreja Luterana – 2%
    - Igreja Presbiteriana – 2%
    - Outras afiliações protestantes – 19%

  - Igreja Católica Romana – 15%
  - Outras afiliações cristãs – 1%
- Outras religiões – 1%
- Não-religiosos – 14%

### Principais cidades

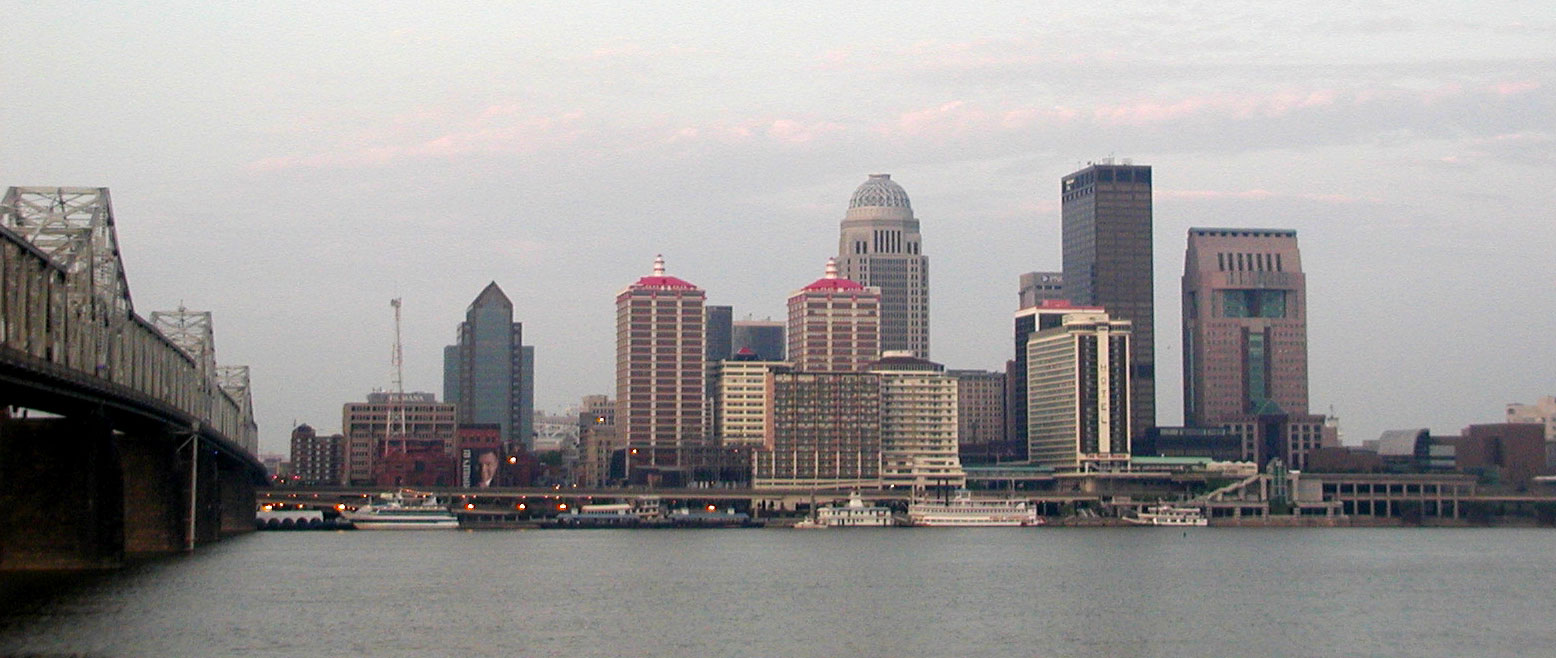
Louisville

100 mil habitantes ou mais (área urbanizada)
- Louisville
- Lexington

10 a 100 mil habitantes (área urbanizada)
| - Ashland - Bardstown - Bowling Green - Campbellsville - Corbin - Covington - Danville - Elizabethtown - Frankfort - Georgetown - Glasgow - Henderson - Hopkinsville |  | - Madisonville - Mayfield - Middlesboro - Murray - Newport - Owensboro - Paducah - Radcliff - Richmond - Shelbyville - Somerset - Winchester |

Outras cidades, subúrbios importantes
| - Augusta - Berea - Central City - Erlanger - Florence - Fort Thomas - Hazard |  | - Horse Cave - Independence - Jeffersontown - Leitchfield - London - Morehead - Mount Washington |  | - Nicholasville - Newport - Paris - Pikeville - Shepherdsville - Shively - Versailles - Williamsburg |

As cidades mais populosas do Kentucky, bem como a maioria dos condados em rápido crescimento populacional no Estado, estão concentrados em uma área conhecida como Golden Triangle (Triângulo Dourado), na região do Bluegrass, no centro-norte do Eestado. As exceções são os condados de Hardin, LaRue e Meade, localizados na região de Pennyroyal, no Western Coalfields, a sudoeste do estado.
A cidade mais populosa do Kentucky é Louisville, cuja população estimada em 2004 era de 556 332 habitantes. A porção região metropolitana de Louisville localizada dentro de Kentucky possui uma população de 1 120 039 habitantes. A segunda maior cidade do Kentucky é Lexington, que possui uma população de 260 512 habitantes, com sua região metropolitana possuindo uma população de 635 547 habitantes em 2055. Os sete condados localizados no extremo norte do Kentucky, região chamada de Nothern Kentucky, que faz parte da região metropolitana de Cincinnati (cidade localizada no Estado vizinho de Ohio) possuíam em conjunto 403 727 habitantes em 2005. As regiões metropolitanas Loiusville e Lexington, mais a Nothern Kentucky, possuíam uma população combinada de 2 159 313 habitantes em 2005, compondo 51,7% da população do estado.
As outras duas áreas urbanas em rápido crescimento no Kentucky são Bowlin Green e a região metropolitana centralizada nas cidades de Somerset, London e Corbin. Embora Somerset seja a única cidade desta região metropolitana que possui mais de dez mil habitantes, a região tem experimentado grande crescimento populacional, juntamente com um grande aumento no número de postos de trabalho na área, e é considerada por muitos geógrafos como a próxima grande área urbanizada do Kentucky. O crescimento populacional tem sido especialmente grande no Condado de Laurel. Estima-se que a população de London quase duplicará, de 5 692 habitantes em 2000 para 10 879 habitantes em 2010.
15 cidades mais populosas em 2010, estimativa
| Cidade        | Estimativa |
| ------------- | ---------- |
| Louisville    | 564 048    |
| Lexington     | 275 127    |
| Owensboro     | 56 149     |
| Bowling Green | 54 291     |
| Covington     | 42 470     |
| Richmond      | 34 472     |
| Florence      | 28 296     |
| Henderson     | 27 875     |
| Nicholasville | 27 675     |
| Hopkinsville  | 27 249     |
| Frankfort     | 26 591     |
| Jeffersontown | 25 630     |
| Paducah       | 24 402     |
| Elizabethtown | 24 162     |
| Georgetown    | 22 210     |

15 condados mais populosos em 2010, estimativa
| Condado   | Estimativa | Diferença |
| --------- | ---------- | --------- |
| Jefferson | 706 050    | + 12 446  |
| Fayette   | 275 127    | + 14 615  |
| Kenton    | 155 867    | + 4 404   |
| Boone     | 126 552    | + 40 560  |
| Warren    | 105 398    | + 12 876  |
| Hardin    | 99 724     | + 5 554   |
| Daviess   | 94 575     | + 3 030   |
| Campbell  | 85 886     | - 2 730   |
| Madison   | 84 626     | + 13 754  |
| Bullitt   | 75 712     | + 14 476  |
| Christian | 67 981     | - 4 328   |
| Pike      | 65 108     | - 3 620   |
| McCracken | 63 882     | - 1 632   |
| Pulaski   | 62 183     | + 5 966   |
| Oldham    | 60 641     | + 14 463  |

## Economia
O produto interno bruto do Kentucky, em 2003, foi de 129 bilhões de dólares. A renda per capita do estado, por sua vez, foi de 26 575 dólares, o nono menor do país. A taxa de desemprego do Kentucky é de 5,3%.
O setor primário responde por 2% do PIB do Kentucky. A agricultura e a pecuária respondem juntas por 2% do PIB do Estado. O Kentucky possui cerca de 86 mil fazendas, que cobrem cerca de 60% do estado, e empregam cerca de 141 mil pessoas. Equinos, bovinos e tabaco são os principais produtos produzidos pela indústria agropecuária do Kentucky. O estado possui o maior rebanho equino do país. Os efeitos da pesca e da silvicultura são negligíveis na economia do estado.
O setor secundário responde por 34% do PIB do Kentucky. O valor total dos produtos fabricados no estado é de 34 bilhões de dólares. Os principais produtos industrializados fabricados são equipamentos de transportes, produtos químicos (primariamente fertilizantes), maquinário e alimentos industrialmente processados. A indústria de manufatura responde por 27% do PIB do estado, empregando aproximadamente 335 mil pessoas. A indústria de construção responde por 5% do PIB e emprega aproximadamente 137 mil pessoas. A mineração responde por 2% do PIB, empregando cerca de 23 mil pessoas. O principal recurso natural minerado é o carvão.
O setor terciário responde por 64% do PIB do Kentucky. Serviços comunitários e pessoais respondem por 16% do PIB do estado, e emprega mais de 615 mil pessoas. Serviços financeiros e imobiliários respondem por cerca de 12% do PIB, empregando aproximadamente 132 mil pessoas. O comércio por atacado e varejo responde por 15% do PIB, e emprega aproximadamente 500 mil pessoas. Serviços governamentais respondem por 13% do PIB, empregando aproximadamente 350 mil pessoas. Transportes, telecomunicações e utilidades públicas empregam cerca de 128 mil pessoas, respondendo por 8% do PIB. Cerca de 97% da eletricidade gerada no estado é proveniente de usinas termelétricas a carvão, sendo o restante produzido em sua maior parte em usinas termelétricas a gás natural.

## Educação

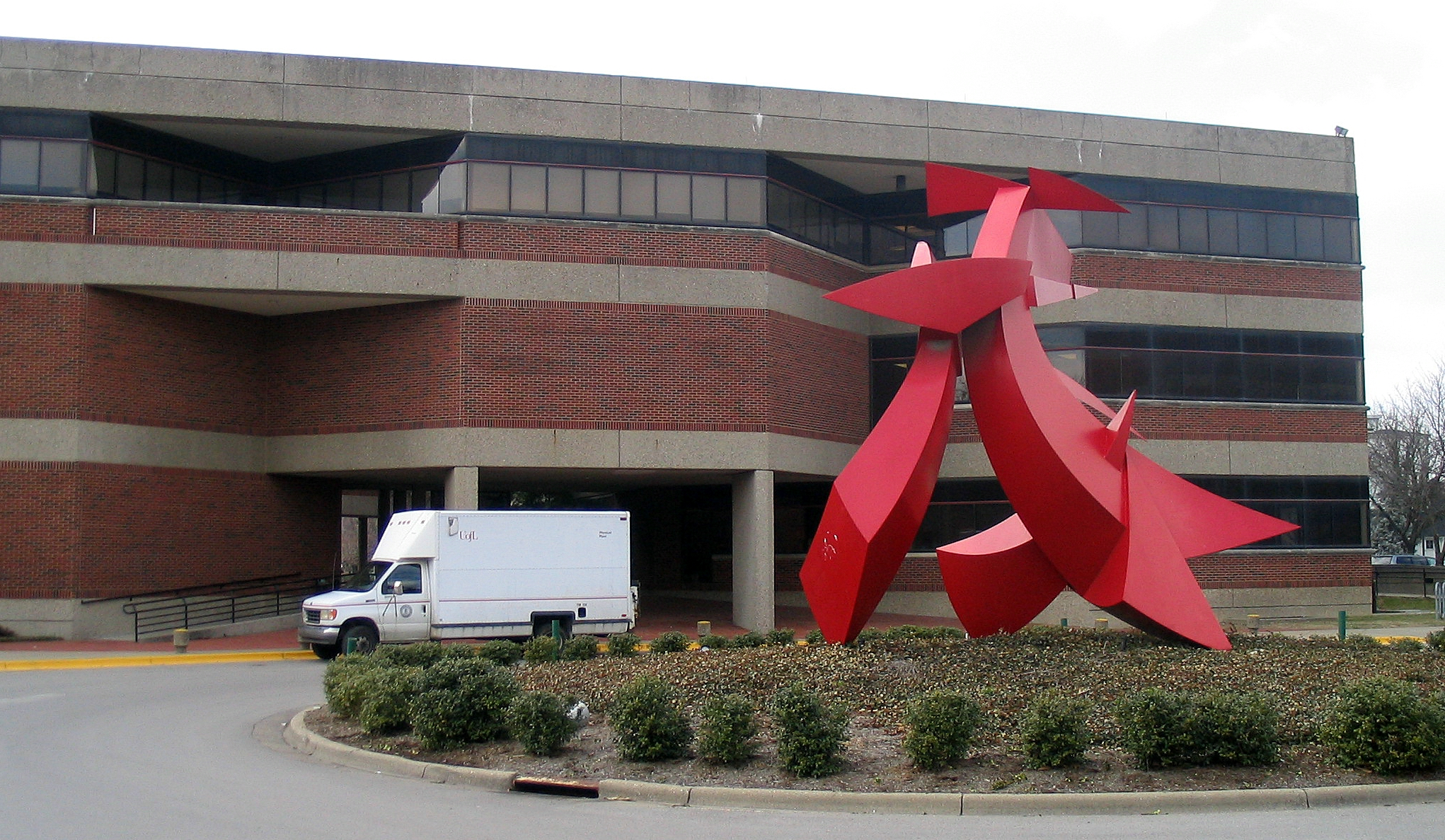
Vista da escola de economia da Universidade de Louisville, em Louisville

A primeira escola pública do Kentucky foi fundada em 1775 em Harrodsburg. Outras cidades logo fundaram algumas escolas em suas áreas urbanas. Estas escolas, inicialmente, eram totalmente administradas e fundeadas pelas cidades. Foi somente em 1837 que o governo do estado decidiu criar um sistema estadual de educação pública, passando a alocar verbas para o fundeamento destas escolas. Em 1990, o governo do Kentucky foi obrigado a reformar o sistema escolar público do estado e a fornecer mais verbas à educação, segundo uma decisão tomada pela Suprema Corte do Kentucky. Este sistema possuía diversas falhas e recebia verbas insuficientes.
Atualmente, todas as instituições educacionais no Kentucky precisam seguir regras e padrões ditadas pelo Conselho Estadual de Educação do Kentucky. Este conselho controla diretamente o sistema de escolas públicas, que está dividido em diferentes distritos escolares. O conselho é composto por sete membros indicados pelo governador e aprovados pelo Senado, para termos de ofício de até quatro anos de duração. Toda cidade com mais de oito mil habitantes e todo condado são servidas por seu próprio distrito escolar. Nas cidades com mais de oito mil habitantes, a responsabilidade de administração do sistema escolar público são dos distritos municipais, enquanto que em regiões menos densamente habitadas esta responsabilidade é dos distritos escolares operando em todo o condado em geral. O Kentucky permite a operação de escolas charter - escolas públicas independentes, que não são administradas por distritos escolares, mas que dependem de verbas públicas para operarem. O atendimento escolar é compulsório para todas as crianças e adolescentes com mais de seis anos de idade, até a conclusão do segundo grau ou até os dezesseis anos de idade.
Em 1999, as escolas públicas do estado atenderam cerca de 648,2 mil estudantes, empregando aproximadamente 42 mil professores. Escolas privadas atenderam cerca de 75,1 mil estudantes, empregando aproximadamente 5,5 mil professores. O sistema de escolas públicas consumiu cerca de 3,646 bilhões de dólares, e o gasto das escolas públicas foi de aproximadamente 6,4 mil dólares por estudante. Cerca de 83% dos habitantes do estado com mais de 25 anos de idade possuem um diploma de segundo grau.
A primeira biblioteca pública do Kentucky foi fundada em 1795, em Lexington, embora usuários destas bibliotecas tivessem que pagar uma taxa mensal para ter o direito de tomar emprestado material bibliotecário. Atualmente, todas as cidades com mais de oito mil habitantes administram ao menos uma biblioteca pública, enquanto que condados administram bibliotecas localizadas em várias cidades com menos de oito mil habitantes.
A primeira instituição de educação superior do Kentucky foi a Universidade Transylvania, fundada em 1780, em Lexington. Atualmente, o Kentucky possui 79 instituições de ensino superior diferentes, dos quais 37 são públicas e 42 são privadas. A maior e a mais renomada delas é a Universidade de Kentucky, localizada em Lexington. Os principais centros educacionais de educação superior do estado são Louisburg e Lexington.

## Transportes e telecomunicações
Inicialmente, a maioria das estradas do Kentucky eram privadas, e usuários tinham de pagar pedágio para poder usá-las. Eventualmente, o Kentucky comprou todas as estradas localizadas dentro da região, expandiu o sistema de rodovias do estado, e tornou livre estas estrada, ou seja, acabou com o pedágio. Com exceção de certas estradas de menor importância, que são privadas, todas as estradas do estado não são pedagiadas. Em 2003, o Kentucky possuía 123 937 quilômetros de vias públicas, dos quais 1 228 quilômetros eram rodovias interestaduais, considerados parte do sistema federal rodoviário dos Estados Unidos.
O Kentucky inicialmente desenvolveu-se por causa de seus rios, que permitiam o transporte de seus produtos agropecuários para outras regiões do país. Eventualmente, porém, ferrovias tomaram o lugar dos pequenos portos fluviais do Estado. Atualmente, o único porto de relativa importância é o porto de Louisville. 16 companhias ferroviárias oferecem serviço de transporte de carga no estado, e a Amtrak oferece serviço de transporte de passageiros entre as principais cidades do estado. Em 2002, o Kentucky possuía 4 303 quilômetros de ferrovias.
O aeroporto mais movimentado do Kentucky é o Aeroporto Internacional de Cincinnati, que localiza-se no Kentucky, mas serve primariamente Cincinnati, cidade localizada em Ohio. Outros aeroportos movimentados são os aeroportos internacionais de Louisville e de Lexington.
O primeiro jornal publicado no Kentucky foi o The Kentucky Gazette, publicado pela primeira vez em Lexington, em 1787. O jornal mais antigo ainda em circulação é o The Advertiser, publicado pela primeira vez em 1818, em Louisville. Atualmente são publicados no Kentucky cerca de 160 jornais, dos quais cerca de 20 são diários.
A primeira estação de rádio do Kentucky foi fundada em 1922, em Louisville, e a primeira estação de televisão foi fundada em 1948, também em Louisville. Atualmente, o Kentucky possui cerca de 200 estações de rádio e aproximadamente 30 estações de televisão.

## Cultura

### Símbolos do estado
- Árvore: Liriodendron
- Bebida: Leite
- Borboleta: Limenitis archippus (Borboleta vice-rei)
- Cognome: Bluegrass State
- Flor: Solidago
- Fóssil: Brachiopoda
- Fruta: Maçã
- Inseto: Joaninha
- Lema: United we Stand, divided we fall (Unidos nós ficamos, divididos nós caímos)
- Mamífero: Sciurus carolinensis
- Música: My Old Kentucky Home (Minha antiga casa Kentucky)
- Pássaro: Cardinalis cardinalis
- Pedra preciosa: Pérola de água doce
- Peixe: Micropterus punctulatus